# 獾子洞水库
獾子洞水库是中国辽宁省沈阳市法库县叶茂台镇境内的一座水库，位于秀水二级支流獾子洞河上，建于1975年。水库正常库容为2120万立方米，集雨面积为164平方千米，海拔为54.16米。